# 23. Division (Japanisches Kaiserreich)
Die 23. Division (jap. 第23師団, Dai-nijūsan Shidan) war eine Division des Kaiserlich Japanischen Heeres, die 1938 aufgestellt und 1945 aufgelöst wurde. Ihr Tsūshōgō-Code (militärischer Tarnname) war Sonnenaufgang-Division (旭兵団, Asahi-heidan).

## Geschichte der Einheit
Die 23. Division wurde am 4. April 1938 unter dem Kommando von Generalleutnant Komatsubara Michitarō als Typ A „Verstärkte“ Division als Triangulare Division aufgestellt und bestand aus der 23. Infanterie-Brigade (64., 71. und 72. Regiment) sowie dem 23. Aufklärungs-Regiment, der 23. Divisions-Artillerie-Gruppe und dem 23. Pionier- und Transport-Regiment. Das Hauptquartier der ca. 15.000 Mann starken Division lag in Kumamoto, Kaiserreich Japan und unterstand der Kwantung-Armee. Sie war die erste echte Division, die seit 1925 aufgestellt worden war, während die 1937/38 aufgestellten Divisionen aus der Umgruppierung von Karree- zu Triangularen Divisionen hervorgegangen waren. Obwohl die Division nach der aktuellen Heeresordnung aufgestellt worden war verfügte sie lediglich über 32 Lastkraftwagen, die einer einzigen Transport-Kompanie zusammengefasst waren. Darüber hinaus verfügte eine der beiden Aufklärungs-Kompanien über zwölf Tanketten Typ 92 Jū-Sōkōsha. Die Artillerie bestand aus veralteten 75-mm-Feldgeschützen Typ 38, die, wie die Haubitzen, nur eine geringe Reichweite hatten, was in den weiten Landstrichen der Mandschurei einen großen Nachteil darstellte.
Bereits kurz nach der Aufstellung wurde die 23. Division in die West-Mandschurei verlegt und unterstand dort der 6. Armee (Kwantung-Armee).

### Schlacht am Chalchin Gol

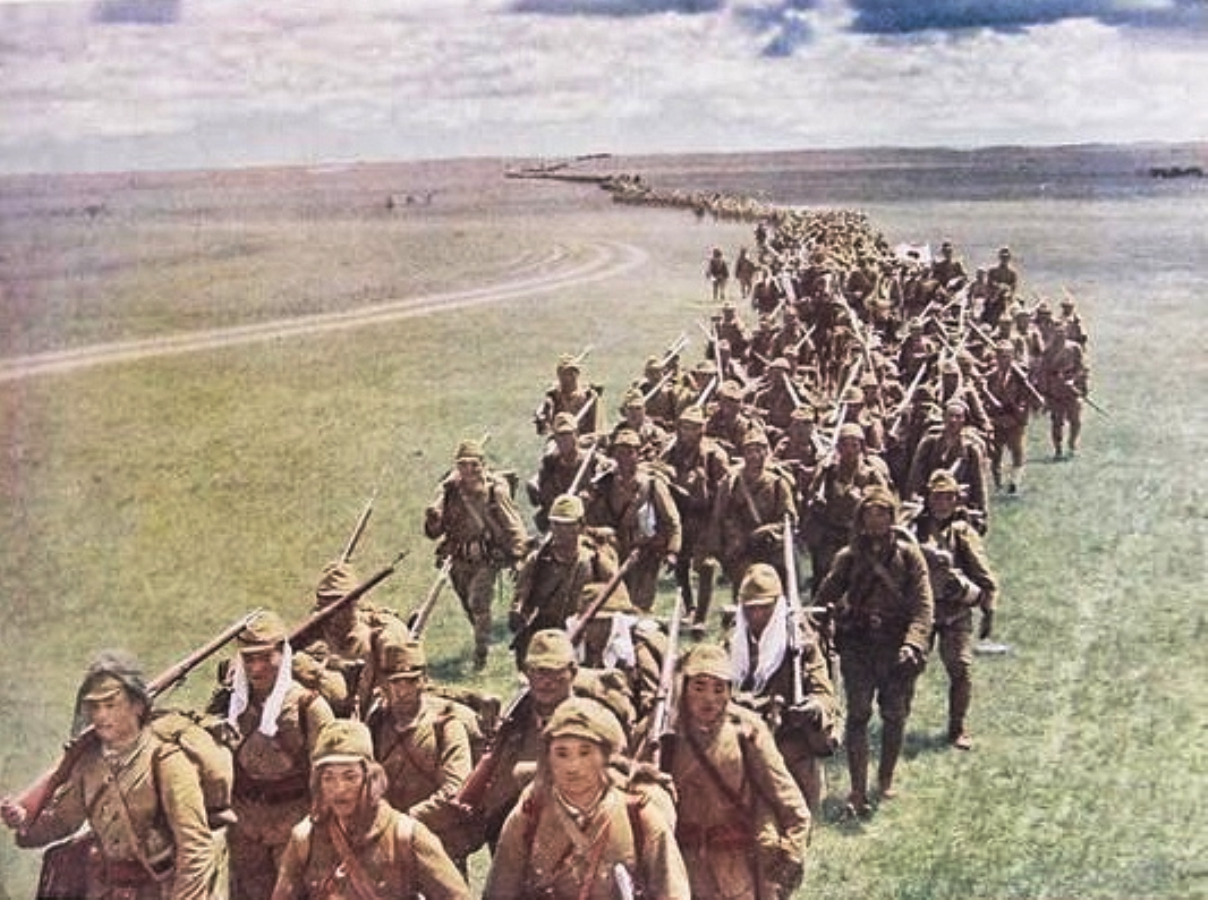
Soldaten der 23. Division auf dem Marsch

Vom 11. Mai bis 16. September 1939 war die 23. Division maßgeblich in Kämpfe mit sowjetischen Truppen während der Schlacht am Chalchin Gol verwickelt, in der sie schwerste Verluste von bis zu 80 % an Toten und Verwundeten hinnehmen musste. Deutlich zeigte sich die qualitative Unterlegenheit der japanischen Panzer, Artillerie und Versorgung gegenüber den Russen.
Die Reste der Division kehrten nach Ende der Kämpfe nach Japan zurück, um aufgefrischt zu werden. Danach leistete sie Garnisonsdienst (Taiwan-Armee) auf Taiwan.

### Schlacht um Luzon
Im November 1944 wurde die 23. Division zur Verstärkung der 14. Regionalarmee auf die Philippinen gesandt. Auf dem Weg von Taiwan nach Luzon wurde der die Division transportierende Geleitzug Hi-81 von mehreren amerikanischen U-Booten angegriffen. Dabei kamen ca. 3800 Soldaten der Division ums Leben und wertvolles Gerät und Material ging verloren.
Auf Luzon angekommen geriet die Division ab Januar 1945 in die Verteidigungskämpfe gegen US- und philippinische Truppen, in der die 23. Division bis März 1945 fast vollständig vernichtet wurde.

## Gliederung
Die 23. Division wurde als Typ A „Verstärkte“ Division als Triangulare Division wie folgt aufgestellt:
- 23. Infanterie-Divisions-Stab (90 Mann)
  - 23. Infanterie-Brigade Stab (100 Mann)
    - 64. Infanterie-Regiment (3147 Mann)
    - 71. Infanterie-Regiment (3147 Mann)
    - 72. Infanterie-Regiment (3147 Mann)

  - 23. Divisions-Artillerie-Gruppen Stab (178 Mann)
    - 23. Gebirgsartillerie-Regiment Stab (265 Mann)
    - 1. Bataillon (6 × 75-mm-Geschütze Typ 38, 6 × 105-mm-Haubitzen (685 Mann))
    - 2. Bataillon (6 × 75-mm-Geschütze Typ 38, 6 × 105-mm-Haubitzen (685 Mann))
    - 3. Bataillon (6 × 75-mm-Geschütze Typ 38, 6 × 105-mm-Haubitzen (685 Mann))

  - 23. Aufklärungs-Regiment
    - Aufklärungs-Regiment Stab (29 Mann)
    - Beritten (175 Mann)
    - Typ-92-Tanketten (100 Mann)

  - 23. Signal-Einheit (178)
  - 23. Pionier-Regiment (401 Mann)
  - 23. Transport-Regiment (507 Mann)
  - 23. Sanitäts-Einheit (1101 Mann)
  - 23. Feldhospital (Zwei Feldhospitäler mit jeweils 236 Mann)
  - 23. Veterinär-Hospital (47 Mann)
  - 23. Versorgungs-Kompanie (185 Mann)
  - 23. Wasserversorgungs- und -aufbereitungs-Einheit (160 Mann)

Gesamtstärke: 15.484 Mann

## Führung
Divisionskommandeure
- Michitarō Komatsubara, Generalleutnant: 7. Juli 1938 – 6. November 1939
- Inoue Masakichi, Generalleutnant: 6. November 1939 – 1. März 1941
- Nishihara Nukichi (Kanji ?), Generalleutnant: 1. März 1941 – 10. November 1942
- Oikawa Minamoto (Gensichi ?), Generalleutnant: 10. November 1942 – 7. Januar 1944
- Nishiyama Fukutaro, Generalleutnant: 7. Januar 1944 – September 1945